# 피카디요

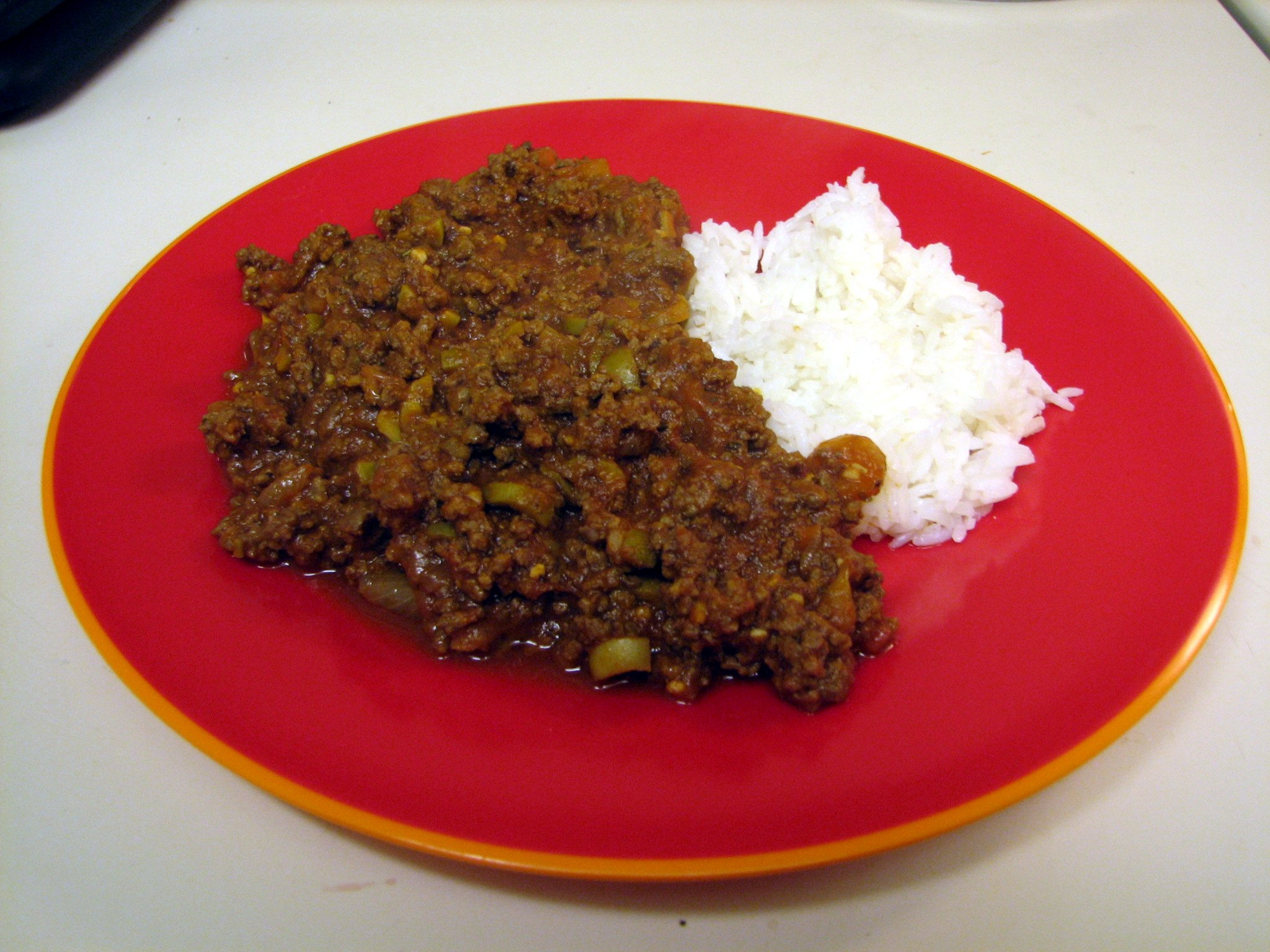
밥과 같이 나온 피카디요

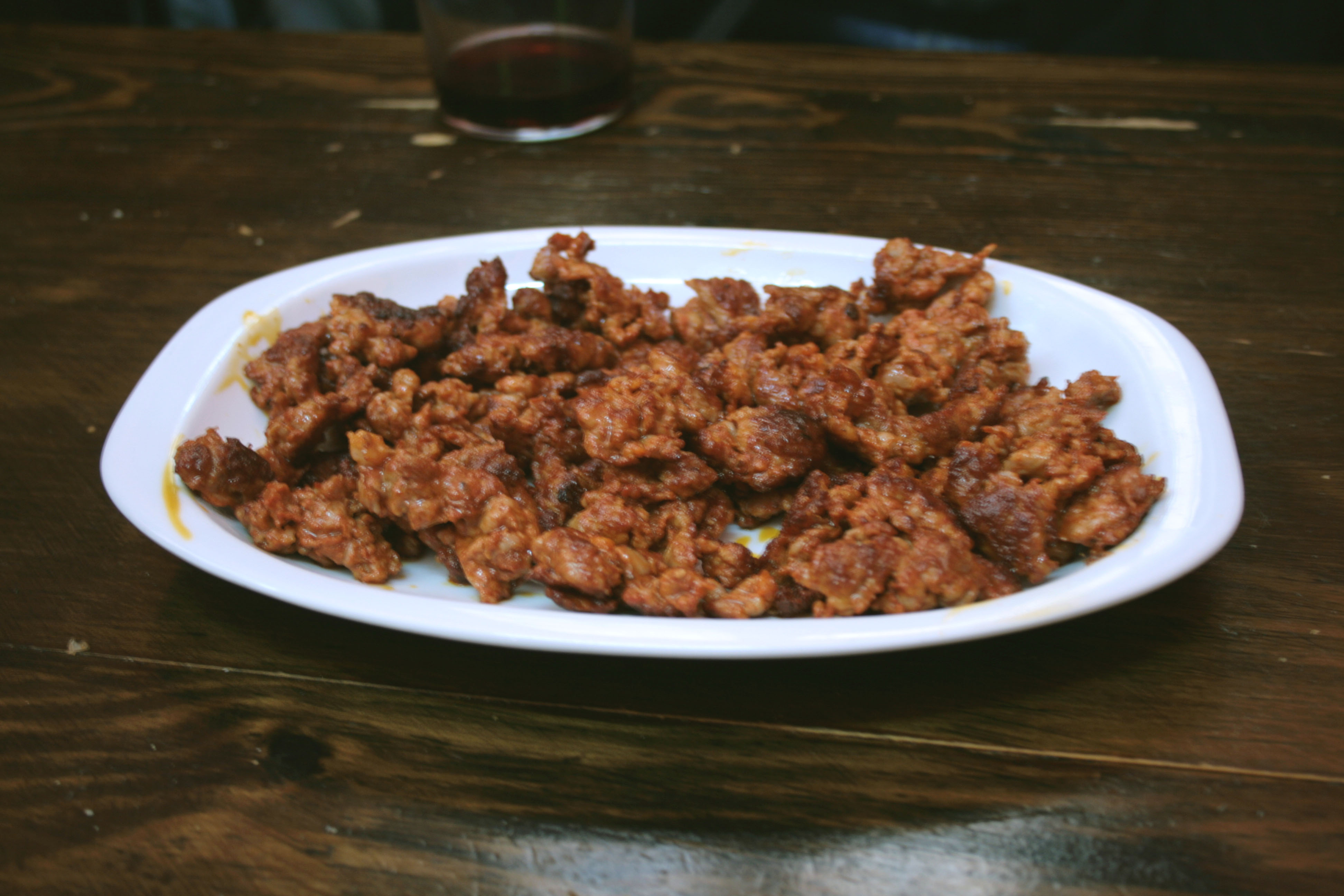
피카디요 데 쵸리소. 간 소시지로 만듦.

피카디요(스페인어: Picadillo)는 푸에르토리코, 쿠바 멕시코 등 라틴아메리카 국가 지역 사람들이 잘 요리해 먹는 요리이다. 간 쇠고기 혹은 간 돼지고기를 가지고 만든다. 피카디요는 멕시코나 푸에르토리코 등지에서는 타코의 속으로 들어가는 등 여러 요리의 내용물로도 쓰인다. 또한 여러 채소류를 같이 넣어 먹기도 한다. 또한 국(스튜) 형태로 먹기도 한다. 라틴 아메리카 지역 국가에서는 사람들이 피카디요와 함께 감자 튀김을 먹는 것이 흔한 식사 형태 중 하나이다.  
피카디요라는 이름은 스페인어 단어 "picar"에서 왔다. "picar"란 "갈다", "으깨다"라는 뜻이다.
많은 라틴 아메리카 국가 내에서 피카디요는 전통 요리로 꼽히고 있다. 피카디요는 간 고기, 토마토 같은 것들, 그리고 지역에 맞는 요리 재료를 가지고 만든다. 푸에르토리코 및 쿠바식 피카디요에는 올리브와 케이퍼(서양풍조목 꽃봉우리의 초절임)가 들어간다. 쿠바식 피카디요에는 칠리 파우더가 들어가지 않는다. 이 지역 사람들은 피카디요를 검은 콩이나 쌀밥과 곁들여 낸다. 필리핀에서는 피카디요는 보통 쇠고기로 만든다. 필리핀식 피카디요는 흔히 감자나 차이오티(오이과의 덩굴 식물 열매)를 같이 넣어 만든다.